# Edmund De Wind
Pour les articles homonymes, voir Wind.
Pour le nom de famille, voir Wind  (patronyme).
Edmund De Wind, né le 11 décembre 1883 en Irlande du Nord et tué au combat le 21 mars 1918 en France, est un officier de l'Armée britannique, soldat de l'Armée canadienne durant la Première Guerre mondiale. Il a été décoré à titre posthume de la croix de Victoria, la plus haute distinction pour bravoure des forces du Commonwealth.

## Biographie
Edmund De Wind est né le 11 décembre 1883 à Comber dans le comté de Down en Irlande. Il étudia au collège Campbell à Belfast en Irlande du Nord et travailla pour la Bank of Ireland.

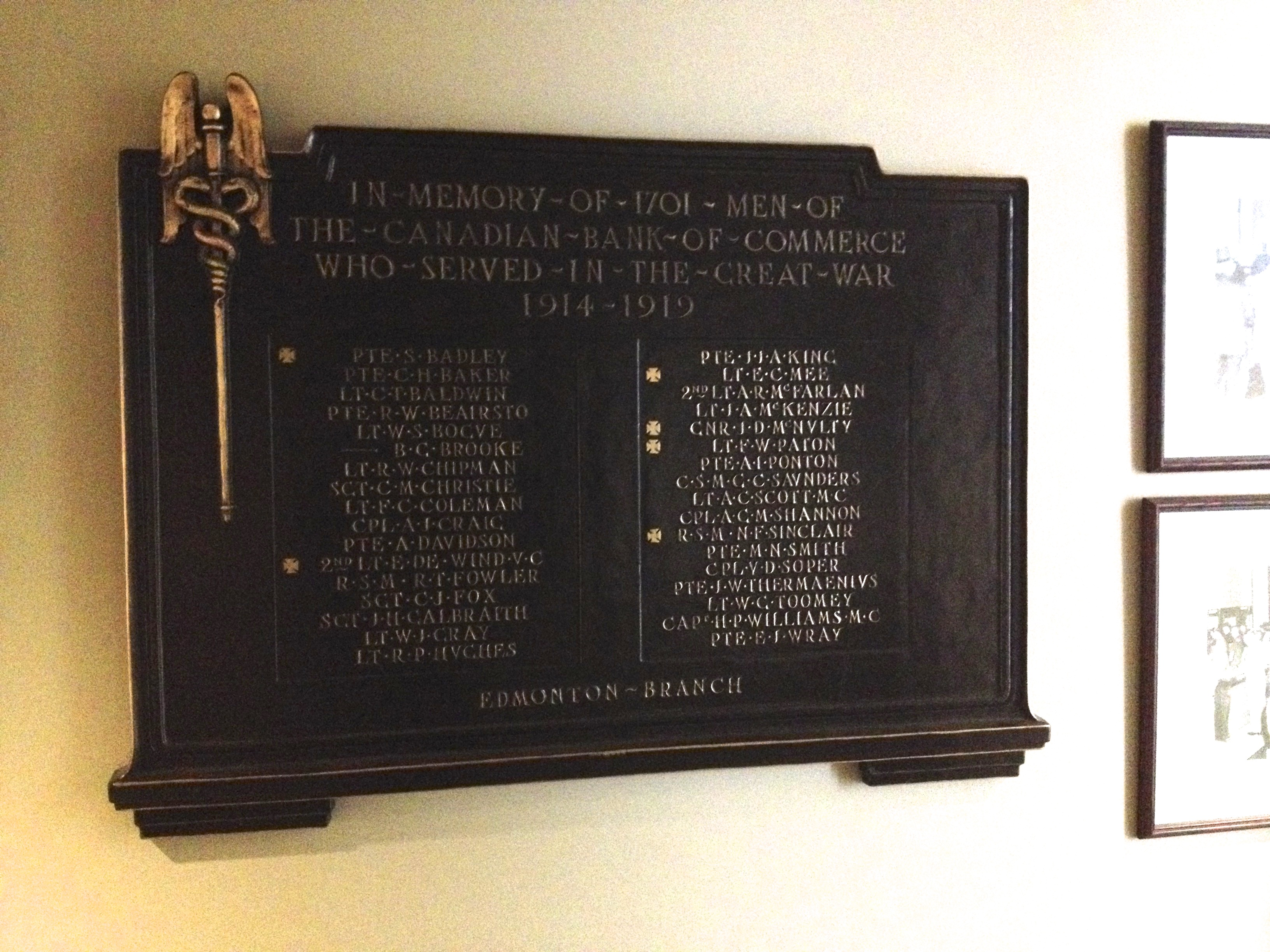
Plaque honorant les employés de la CIBC qui ont combattu durant la Première Guerre mondiale située à la branche principale de la banque à Edmonton en Alberta au Canada qui inclut le nom d'Edmund De Wind

En 1914, il vivait à Edmonton en Alberta au Canada et travaillait pour la Banque canadienne impériale de commerce (CIBC) au moment où la Première Guerre mondiale éclata.
Il a servi avec The Queen's Own Rifles of Canada pendant six mois avant d'être enrôlé en tant que soldat au sein du Corps expéditionnaire canadien (CEC) le 16 novembre 1914. Il arriva en France avec la 2e Division du CEC en septembre 1915. Il participa à la bataille de la Somme en 1916 et à la bataille de la crête de Vimy en 1917. En septembre 1917, il a reçu une commission d'officier de l'Armée britannique.
Alors sous-lieutenant, âgé de 34 ans et servant au sein du 15e Bataillon, The Royal Irish Rifles, le 21 mars 1918 durant l'offensive du Printemps près de Grugies en France, Edmund De Wind a tenu sa position pendant sept heures jusqu'à ce qu'une autre section le rejoigne malgré avoir été blessé à deux reprises. À deux occasions, accompagnés de seulement deux soldats, il s'est levé en face du feu ennemi et dégagea les ennemis de la tranchée en tuant plusieurs d'entre eux. Il a continué à repousser l'attaque sous le feu ennemi jusqu'à ce qu'il soit mortellement touché. Pour ses actions, il a été décoré de la croix de Victoria, la plus haute récompense des forces du Commonwealth.

## Hommage
Edmund De Wind est commémoré par un pilier portant son nom et la date de son décès installé à l'entrée ouest de la cathédrale Sainte-Anne de Belfast en Irlande du Nord au Royaume-Uni. Son nom est aussi inscrit sur le Mémorial de Pozières dans le département de la Somme en France. Il y a aussi une plaque de commémoration dans son ancienne école, le collège Campbell, à Belfast ainsi qu'une plaque dans sa ville natale de Comber.
Le mont De Wind en Alberta au Canada est nommé en son honneur où il y a également un lotissement portant son nom.